# Эзотерический буддизм (книга)
«Эзотерический буддизм» (англ. Esoteric Buddhism) — книга члена Теософского Общества А. П. Синнетта, впервые опубликованная в Лондоне в июне 1883 года. Это одна из первых книг, написанных с целью объяснить теософию широкому кругу читателей; содержит фрагменты переписки автора с «индийским мистиком». Является наиболее значительной теософской работой автора; по мнению Н. Гудрик-Кларка, она «популяризует основные положения теософского учения в его новом, азиатском, выражении».

## Из истории написания
Благодаря посредничеству Блаватской, в 1880 г. Синнетт вступил в переписку с двумя адептами, которые спонсировали Теософское Общество, — махатмами Кут Хуми и Морией. Хаммер отметил, что между 1880 и 1884 гг. Синнетт получил от махатм около ста двадцати писем с изложением «оккультной космологии». Используя этот разрозненный материал, он попытался сформулировать «обновлённую» теософскую доктрину, изложив её в своей книге. Её основу составили «космологические заметки», полученные от махатмы Мории, вместе с продолжительной серией ответов на вопросы, присланных махатмой Кут Хуми в течение лета 1882 г.
Субба Роу получил от своего учителя махатмы Мории указание оказывать Синнетту помощь в его работе над книгой, но, по воспоминаниям автора, тот делал это неохотно и мало в чём помог. Основная помощь поступала от махатм через Блаватскую в виде ответов на вопросы, передаваемые ей автором.

## Содержание книги
1. Эзотерические учителя.
2. Строение человека.
3. Планетная цепь.
4. Мировые периоды.
5. Дэвачан.
6. Кама-лока.
7. Человеческая волна.
8. Прогресс человечества.
9. Будда.
10. Нирвана.
11. Вселенная.
12. Обзор учения.[17]

В предисловии к первому изданию книги Синнетт пишет, что экзотерический буддизм «сохранил больше единства с эзотерической доктриной», чем любая другая мировая религия. Таким образом, изложение «внутреннего знания», адресованное современному читателю, будет неизбежно ассоциироваться со знакомыми чертами буддийского учения. Синнетт утверждает, что эзотерическое учение «удобнее всего изучать в его буддийском аспекте».

### Эзотерические учителя
В начале первой главы автор делает следующее заявление:

«[Я предлагаю читателям знания, полученные скорее благодаря оказанной мне милости, нежели в результате моих собственных усилий. Однако] из этого не следует, будто бы они лишены значения; напротив того, они бесконечно важнее всех тех, которые могут быть добыты в том же направлении обычным путём исследования».
По вопросу о местонахождении своих учителей Синнетт сообщает, что уже очень давно в Тибете существует «особая тайная область», до настоящего времени неизвестная и недосягаемая для обычных людей — причём для живущих в окрестных горах так же, как для приезжих. «В этой области всегда собирались адепты, хотя во времена Будды эта местность ещё не являлась той избранной обителью великого братства, каковой она стала впоследствии. В прежние времена махатмы в гораздо большей степени, нежели теперь, были рассеяны по свету». Но развитие цивилизации привело к тому, что много оккультистов собралось в Тибете. Система правил и законов для них была разработана в XIV веке Цонкапой.

### Строение человека
Автор утверждает, что «полностью сформировавшийся, или совершенный, человек» состоит из семи элементов:
1. Физическое тело (рупа).
2. Жизненная сила (прана, или джива).
3. Астральное тело (линга-шарира).
4. Животная душа (кама-рупа).
5. Человеческая душа (манас).
6. Духовная душа (буддхи).
7. Дух (атма).[K 8]

### Человек после смерти
В пятой главе своей книги Синнетт объясняет судьбу человека после смерти. Из семи компонентов, составляющих наши индивидуальности, три низших в момент физической смерти уходят от нас. Четыре высших элемента переходят на астральный план, или в кама-локу, а оттуда — в дэвачан, своего рода теософскую версию небес. (Эту аналогию не следует преувеличивать, Синнетт подчёркивает, что дэвачан — это состояние, а не место.) Эти четыре компонента затем разделяются, принцип кармы определяет, что именно будет происходить с ними — разные души получают различный дэвачанический опыт. Только после длительного пребывания в этом состоянии «Я» перевоплощается. Новые воплощения на земном плане в действительности случаются довольно редко — «говорят, что перевоплощение раньше, чем по истечении пятнадцати столетий, практически никогда не происходит».
Синнетт утверждает, что контакты медиумов с обитателями дэвачана возможны, но случаются очень редко, при этом происходит следующее:

«Дух сенситива, так сказать, одилизируется аурой духа, пребывающего в дэвачане, вследствие чего сам на несколько минут становится этой развоплощённой личностью и, находясь в таком состоянии, может записать некоторые мысли, которые были свойственны этой личности при жизни (причём её собственным почерком и языком). [Два духа на время сливаются воедино, и преобладание одного из них над другим определяет преобладание в этом соединённом духе тех или иных характерных качеств.] Так иногда можно наблюдать то, что обычно называют французским словом rapport, что по сути есть тождественность молекулярных вибраций астральных частей воплощённого медиума и развоплощённой личности».

### Оккультная философия

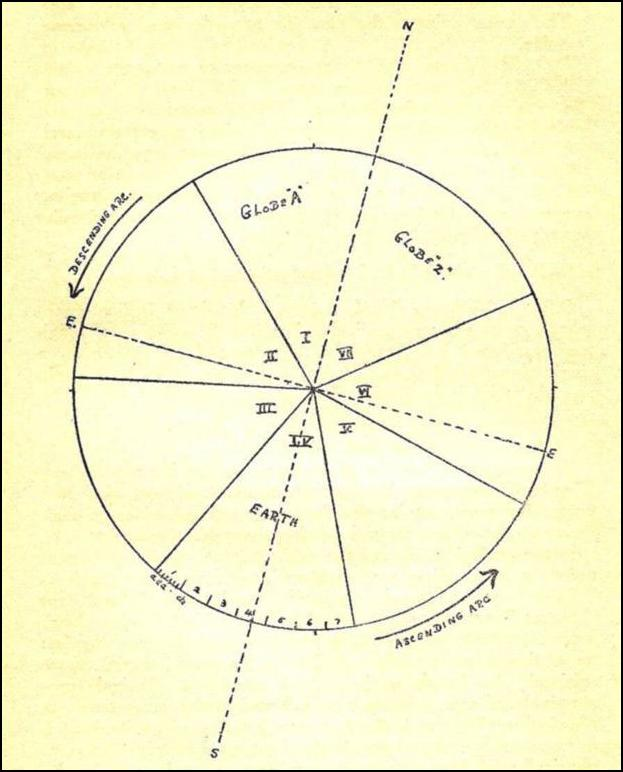
Схема эволюции человечества.

Исследователь западного эзотеризма Джеффри Лавуа отметил, что в книге Синнетта отражены «две наиважнейшие темы» — природа вселенной и духовная эволюция. Видное место в структуре теософской вселенной отведено числу семь и числам, кратным семи (7 планет в цепи, 7 коренных рас, 7 элементов человека и т. д.). Для понимания структуры вселенной и духовной эволюции требуется определение «некоторых ключевых терминов».
- Авичи — состояние, в которое попадают только очень своеобразные личности и лишь в исключительных случаях. Рядовой же грешник будет «пожинать плоды своих дурных дел» в следующем воплощении.[K 14]
- Восьмая сфера — более «низкий», чем земной, мир, связанный с нашей планетной цепью.[K 15] В середине пятого круга «Я» может быть отправлено на восьмую сферу для уничтожения, если оно развило в себе «неодолимую по своей силе привязанность к материи и такое же неодолимое отвращение ко всему духовному».[K 16]
- Дэвачан — состояние субъективного наслаждения, «продолжительность и интенсивность» которого определяются добродетельностью и духовностью прошедшей земной жизни.[K 17]
- Кама-лока — место, в котором «Я» пребывает в бессознательном состоянии подготовки к дэвачану, аналогичном периоду физического внутриутробного созревания. Данная сфера неким образом соединена с земным планом, хотя эта связь никогда полностью не объяснялась. Именно здесь четвёртый принцип (животная душа) отделяется от остальных. Четвёртый компонент и некоторая часть пятого (человеческая душа) остаются в кама-локе, а остальные принципы продолжают участвовать в духовной эволюции человека.[K 18] Кама-лока является также местом обитания астральных существ, известных как элементалы. Здесь же пребывают оболочки умерших людей, с которыми общаются медиумы во время спиритических сеансов.[K 19] Продолжительность нахождения души в кама-локе может варьироваться от нескольких минут до нескольких десятков лет.[K 20]
- Круг — циклическое прохождение эволюционной волной семи миров, составляющих планетную цепь. На протяжении каждого круга на планете происходит максимум 120 воплощений для каждой монады в каждой расе с интервалом между воплощениями в среднем 8000 лет.[K 21] Каждый круг рассматривается как малая манвантара.[29]
- Манвантара — период активности или проявления.[30] Существует три вида манвантар: 1) вселенская, или махаманвантара, 2) солнечная манвантара, 3) малая манвантара.[K 22]
- Монада — высшая триада принципов человека (атма-буддхи-манас).[K 23]
- Пралая — период бездействия, наступающий после каждого периода активности. Пралая характеризуется Синнеттом как разновидность сна, отдыха или время бездействия. Существует три вида пралай: 1) вселенская, или махапралая, 2) солнечная пралая, 3) малая пралая.[K 24]

Одним из главных ключевых элементов в «Эзотерическом буддизме» является вечность — время никогда не заканчивается. Человек начинает эволюционировать как монада и проходит через семь коренных рас на каждой из семи планет, образующих планетную цепь. Пребывание в каждой расе занимает примерно один миллион лет. Из этого миллиона лет только 12000 будут использованы для объективного существования на планетах. Остальная часть времени будет потрачена, в основном, на пребывание в субъективной сфере дэвачана (хотя, если кто-то был в своём воплощении исключительно плох, он может ненадолго попасть в авичи). Это значит, что из одного миллиона лет 988000 лет душа пожинает плоды своей кармы. На каждой планете развивается три разновидности рас. Это семь коренных рас, в каждой из них есть семь подрас, и в каждой из семи подрас есть семь ответвлений. Если каждая монада в каждой расе воплощается один раз, общее количество воплощений на каждой планете будет 343 (7 ответвлений х 7 подрас х 7 коренных рас). Тем не менее, каждая монада обычно воплощается как минимум два раза, а некоторые даже чаще.
Лавуа отметил расхождение расчётов Синнетта с расчётами в «Письмах махатм А. П. Синнетту» (письмо 14), где сказано, что «одна жизнь — в каждой из семи коренных рас, семь жизней — в каждой из 49-и подрас, или 7 x 7 x 7 = 343 и прибавьте ещё 7. Затем идёт серия жизней в ветвях и ответвлениях рас, что составляет суммарное число воплощений человека на каждой планете — 777».

### Теософский Будда
Девятую главу своей книги Синнетт назвал «Будда». Она начинается словами:

«Рождение исторического Будды, как это хорошо известно хранителям эзотерического учения, вовсе не сопровождалось всеми теми странными чудесами, которыми окружает его народное предание. И продвижение его к состоянию адепта не сопровождалось буквально сверхъестественными борениями, описанными в символической легенде. С другой стороны, воплощение, внешне описываемое как рождение Будды, оккультная наука определённо не считает событием, подобным любому другому рождению, а духовное развитие, пройденное Буддой за его земную жизнь, не рассматривает как обычный процесс интеллектуальной эволюции, похожий на пройденный любым другим философом. Ошибка, которую допускает при изучении проблем подобного рода большинство европейских авторов, объясняется их склонностью рассматривать экзотерическую легенду либо как рассказ о чудесах, к которому уже нечего добавить, либо как чистой воды миф, призванный украсить выдающуюся жизнь фантастическими подробностями».
По мнению Д. Лопеза, у автора книги «Эзотерический буддизм» — более широкий взгляд на основателя буддизма, чем у западных востоковедов и буддологов. Для него Будда — лишь один в ряду адептов, являвшихся на протяжении столетий. Следующим его воплощением, которое произошло примерно через шестьдесят лет после смерти Гаутамы, был Шанкара, великий философ веданты. Синнетт признаёт, что это утверждение крайне абсурдно для «непосвящённых», знающих, что Шанкара родился через более чем тысячу лет после смерти Будды и был враждебно настроен в отношении буддизма. Он сообщает, что Будда появился как Шанкара, «чтобы заполнить несколько пробелов и исправить некоторые ошибки в своём собственном предыдущем учении». Дело в том, что Будда изменил практику ранних адептов, открыв путь к посвящению всем кастам. Несмотря на благие намерения, это привело к деградации оккультных знаний, когда они попадали в руки недостойных. Таким образом, возникла необходимость в дальнейшем «избирать претендентов только из того общественного класса, который, в силу имеющихся у него наследственных преимуществ, был лучше всех подготовлен для воспитания подходящих кандидатов».
Синнетт пишет, что к XIV веку в Тибете образовалось братство адептов, и следующим после Шанкары воплощением Будды стал тибетский реформатор Цонкапа.

### Против слепой веры
В десятой главе автор вслед за махатмами выражает своё крайне негативное отношение к любого толка религиозности. Он пишет:

«Ничто не оказывает более пагубного влияния на человеческое развитие в плане индивидуальной судьбы, чем весьма распространенное мнение, будто одна религия ничем не хуже любой другой, если только следовать ей в духе благочестия; и даже если те или иные религиозные учения представляются откровенно абсурдными, подавляющее большинство добрых людей всё равно не задумываются об этом и продолжают повторять их в непоколебимо преданном настроении ума».

## Критика
Существование в буддизме тайного, или эзотерического, учения  не признаётся ортодоксальными буддистами. Так Рис-Дэвидс писал:

«Теперь я хочу сказать ещё несколько слов о теософии, хотя бы ради того, что одна из книг об этом широко распространённом и любопытном учении была названа „Эзотерическим буддизмом“. Для меня так и осталось загадкою, почему автор её выбрал это странное название для своего сочинения, тем более, что книга не касается ничего эзотерического и не подходит под название „буддизм“. Настоящий буддизм был враждебен всему эзотерическому».
Взгляды Генона по данному вопросу были аналогичными.

«Правда в том, что никогда не существовало настоящего „эзотерического буддизма“, и если хотите отыскать эзотеризм, то вовсе не к буддистам следует обращаться, ибо буддизм по своей сути, в своей начальной форме являлся общедоступным учением, выступавшим в роли теоретической базы для общественного движения с уравнительными устремлениями».
По мнению Генона, Синнетт поначалу, как никто другой, способствовал «распространению теософизма в Европе, однако был полностью одурачен трюками мадам Блаватской».
Не все теософы разделяли взгляды, представленные Синнеттом в его новой работе: по мнению Анны Кингсфорд, эта книга была «весьма далёкой от эзотерики», главным же заблуждением автора было то, что он «принимал символы за реальность».

## Переиздания и переводы
После первой публикации в 1883 г. книга многократно переиздавалась: в том же, 1883 г., вышло 2-е издание, в 1885 — 5-е, в 1898 — 8-е. Была переведена на несколько европейских языков: французский, немецкий, итальянский, испанский, русский.

## Комментарии
1. ↑  «His [Sinnett's] second book, Esoteric Buddhism, an outline of some of the main teachings of theosophy, attracted much attention and served as a harbinger of H.P.B.'s monumental work, The Secret Doctrine».[6]
2. ↑  П. Вашингтон писал, что у Блаватской с Синнеттом и его женой Пэйшенс сложились «искренне дружеские отношения».[7]
3. ↑  Н. Гудрик-Кларк писал, что «концепция Учителей» представляет собой идею розенкрейцеров о «невидимых и тайных адептах», работающих для прогресса человечества.[9] Также Г. Тиллетт писал: «Концепция Учителей, или махатм, представленная Блаватской, является сплавом западных и восточных идей; по её словам, местонахождение большинства из них связано с Индией или Тибетом. И она, и полковник Олкотт утверждали, что видели махатм и общались с ними. В западном же оккультизме идея „сверхчеловека“ была связана, в частности, с братствами, основанными Мартинесом де Паскуалли и Луи-Клодом де Сен-Мартеном».[10]
4. ↑  Esoteric Buddhism, p. 28.[18]
5. ↑  Письма махатм послужили основой двух теософских книг Синнетта.[19]
6. ↑  См. "Die Esoterische Lehre oder Geheimbuddhismus", 1884, s. 1.[20]
7. ↑  Esoteric Buddhism, 1885, pp. 181-2.[21]
8. ↑  Cit. Esoteric Buddhism, p. 21.[22] См. также: Ключ к теософии#Рецензия Владимира Соловьёва.
9. ↑  Esoteric Buddhism, p. 121.[23]
10. ↑   Esoteric Buddhism, p. 140.[23]
11. ↑  Cit. Esoteric Buddhism, p. 149.[23]
12. ↑  Cit. Esoteric Buddhism, p. 146.[25] См. также: Письма махатм А. П. Синнетту#О посмертных состояниях.
13. ↑  «Человек развивается в 7-и главных, или коренных, расах, в 49-и подрасах и во второстепенных, или боковых, ответвлениях. Стрелки указывают направление эволюционного импульса.

I, II, III, IV и т. д. — семь главных, или коренных, рас.

1, 2, 3 и т. д. — подрасы.

a, b, c и т. д. — второстепенные, или боковые, ответвления.

N — точка начала и завершения эволюции на планете.

S — точка оси, в которой развитие уравновешивается, или выравнивается.

E — экваториальные точки: на нисходящей дуге интеллект одолевает духовность, на восходящей — духовность вытесняет интеллект.

Два слова [Globe, Earth] добавлены, чтобы можно было применять эту схему ко всей манвантарной цепи миров».[26]
14. ↑  Esoteric Buddhism, 1884, p. 83.[27]
15. ↑  Esoteric Buddhism, 1884, p. 32.[27]
16. ↑  Esoteric Buddhism, 1884, pp. 128, 137.[27]
17. ↑   Esoteric Buddhism, 1884, p. 82.[27]
18. ↑  Esoteric Buddhism, 1884, pp. 91-92.[28]
19. ↑  Esoteric Buddhism, 1884, pp. 102-103.[28]
20. ↑  Esoteric Buddhism, 1884, p. 88.[28]
21. ↑  Esoteric Buddhism, 1884, p. 120.[28]
22. ↑   Esoteric Buddhism, 1884.[28]
23. ↑  Theosophical Glossary, p. 216.[28]
24. ↑  Esoteric Buddhism, 1884, pp. 171-172, 248-253.[28] См. также: Письма махатм А. П. Синнетту#О планетных цепях.
25. ↑  Esoteric Buddhism, 1884, p. 181.[29]
26. ↑  Esoteric Buddhism, 1884, pp. 119-120.[29]
27. ↑  В «Письмах махатм А. П. Синнетту» (письмо 14) это число немного отличается. Там сказано, что «каждый человек проведёт во всех своих жизнях на нашей планете (в этом круге) лишь 77700 лет, и в субъективных сферах он пробудет 922300 лет».[29]
28. ↑  Esoteric Buddhism, 1884, pp. 50-51, 117.[29]
29. ↑  Cit. Esoteric Buddhism, 1895, pp. 209-10.[31]
30. ↑  Esoteric Buddhism, 1895, p. 220.[32]
31. ↑   Esoteric Buddhism, 1895, p. 221.[32]
32. ↑  Cit. "Le Bouddhisme ésotérique", p. 243.[33]
33. ↑  «Именно обман священнослужителей представляет их богов человеку такими устрашающими; именно религия создаёт из человека себялюбивого ханжу, фанатика, ненавидящего всё человечество вне своей секты, не делая его лучше или нравственнее; именно вера в Бога и богов делает две трети человечества рабами горсти тех, кто обманывает их под лживым предлогом их спасения. <...> В наших [тибетских] храмах не поклоняются ни Богу, ни богам, а только трижды священной памяти высочайшего и святейшего человека, какой когда-либо жил».[34]
34. ↑  Тем не менее, президент-основатель британского Буддийского Общества К. Хамфрис писал, что учение Будды не возникло из ничего, но было «выражением определённой части Гупта-видьи, „концентрированной мудрости древних“, предвосхитившей все известные религии».[37]

«Gupta-vidya (Sanskrit) Gupta-vidyā [from gupta from the verbal root gup to conceal, preserve + vidyā knowledge, wisdom] Secret knowledge, secret wisdom; the source of all religions and philosophies known to the world: theosophy, the ancient wisdom-religion, the esoteric philosophy».[30]
35. ↑  Синнетт получал наставления у тибетских Учителей, а Рис-Дэвидс считал «ламаизм религиею не только отличною от буддизма», но и находящеюся в его время «в антагонизме с учением и учреждениями первобытного буддизма».[20] Также Генон писал, что теософы повторяли «путаницу, созданную „непосвящёнными“ востоковедами, потому что ламаизм, собственно говоря, никогда не был буддизмом».[38]
36. ↑  В 1890 г. бывший теософ Э. Коуз, разоблачитель «лжи и мошенничества» Блаватской, аналогично охарактеризовал Олкотта и Джаджа. См. Джадж, Уильям Кван#Публикация в «Сан»
37. ↑  «153 editions published between 1883 and 2016 in 8 languages and held by 610 WorldCat member libraries worldwide».[4]

### Публикации сторонников
- The Mahatma Letters to A. P. Sinnett from the Mahatmas M. & K.H. / под ред. A. T. Barker. — New York: Frederick A. Stokes Company Publishers, 1924. — 492 p.
- Encyclopedic Theosophical Glossary. — Theosophical University Press, 1999. — ISBN 978-1-55700-141-2.
- Esoteric Buddhism (book) (англ.). Theosophy Wiki. Theosophical Society in America (19 августа 2015). Дата обращения: 11 января 2017.
- Hanson V. Masters and Men: the Human Story in The Mahatma Letters. — Wheaton, Ill: Theosophical Publishing House, 1980. — 323 p. — ISBN 9780835605342.
- Harris P. S. Buddhism, Esoteric (англ.). Theosopedia. Manila: Theosophical Publishing House (6 декабря 2011). Дата обращения: 12 января 2017.
- Harris P. S. Sinnett, Alfred Percy (англ.). Theosopedia. Manila: Theosophical Publishing House (24 сентября 2012). Дата обращения: 12 января 2017.
- Humphreys C. Exploring Buddhism. — Reprint. First published in 1974. — London: Routledge, 2012. — 196 p. — (Routledge Revivals). — ISBN 9781136228773.
- Ryan C. J. H. P. Blavatsky and the Theosophical Movement / под ред. Grace F. Knoche. — 2-е испр. изд. — Theosophical University Press, 1975. — ISBN 1-55700-090-5.
- Sinnett A. P. Autobiography. — First Edition. — London: Theosophical History Centre, 1986. — ISBN 0-948753-02-1.